# Rousettus obliviosus
Rousettus obliviosus é uma espécie de morcego da família Pteropodidae. Endêmica das Ilhas Comoros,pode ser encontrada nas ilhas de Grande Comoro, Mohéli e Anjouan.